# Kanton Bourg-la-Reine
Kanton Bourg-la-Reine is een voormalig kanton van het Franse departement Hauts-de-Seine. Kanton Bourg-la-Reine maakte deel uit van het arrondissement Antony en telde 34.887 inwoners (1999).
Het werd opgeheven bij decreet van 24 februari 2014, met uitwerking in maart 2015

## Gemeenten
Het kanton Bourg-la-Reine omvatte de volgende gemeenten:
- Antony (deels)
- Bourg-la-Reine (hoofdplaats)